# 조시 매런
조시 매런(Josie Maran, 1978년 5월 8일 ~ )은 미국의 모델이자 배우이다.

## 출연 작품
- 반 헬싱 - 마리쉬카 역
- 스타와 춤을